# Campeonato FIBA Oceanía
El Campeonato FIBA Oceanía es el campeonato de baloncesto de Oceanía, se llevan a cabo cada dos años organizado por la FIBA Oceanía, representante del continente oceánico de la Federación Internacional de Baloncesto (FIBA). El primer campeonato se celebró en 1971 y ha sido regularmente disputado cada dos años desde 1979. La competición también sirvió hasta 2017 como torneo clasificatorio para los Juegos Olímpicos y la Copa Mundial. Además, el Campeonato FIBA Oceanía sirvió también a los equipos del continente oceánico como medio de clasificación al FIBA Diamond Ball (mientras este se jugó entre 2000 y 2008), el cual nucleaba a todos los campeones continentales al estilo de una Copa Confederaciones.[cita requerida]
Luego del Baloncesto en los Juegos Olímpicos y la Copa Mundial de Baloncesto, es el torneo de mayor importancia para los equipos nacionales de Oceanía, y es el torneo de mayor relevancia que se juega dentro del continente.
Cuando solo Australia y Nueva Zelanda compiten, el campeonato es generalmente al mejor de tres; si otros equipos compiten, se emplea un formato de todos contra todos y una fase eliminatoria. En 2009, la Federación Oceanía de Baloncesto cambió este formato a dos partidos, repechaje de ida y vuelta entre los dos países, con puntuación total como modo de desempate en caso de que los países dividan la serie.

## Resultados
Resultados resaltados en azul son Preolímpico y los demás son Premundiales.
| Año           | Sede                                             | Series de clasificación | Series de clasificación | Series de clasificación                   | Series de clasificación                   | Series de clasificación | Bronce                       |
| Año           | Sede                                             | Oro                     | Partido 1               | Partido 2                                 | Partido 3                                 | Plata                   | Bronce                       |
| ------------- | ------------------------------------------------ | ----------------------- | ----------------------- | ----------------------------------------- | ----------------------------------------- | ----------------------- | ---------------------------- |
| 1971 Detalles | Nueva Zelanda                                    | Australia               | 91–56                   | 107–58                                    | 117–72                                    | Nueva Zelanda           | Solo compitieron dos equipos |
| 1975 Detalles | Australia                                        | Australia               | 83–57                   | 87–67                                     | 101–63                                    | Nueva Zelanda           | Solo compitieron dos equipos |
| 1978 Detalles | Australia                                        | Australia               | 93–71                   | 65–67                                     | 76–69                                     | Nueva Zelanda           | Solo compitieron dos equipos |
| 1979 Detalles | Australia (Melbourne & Sídney)                   | Australia               | 65–41                   | 62–53                                     | 115–73                                    | Nueva Zelanda           | Solo compitieron dos equipos |
| 1981 Detalles | Nueva Zelanda                                    | Australia               | 78–55                   | 80–71                                     | N/A                                       | Nueva Zelanda           | Solo compitieron dos equipos |
| 1983 Detalles | Nueva Zelanda                                    | Australia               | 89–52                   | 87–76                                     | N/A                                       | Nueva Zelanda           | Solo compitieron dos equipos |
| 1985 Detalles | Australia (Sídney & Newcastle)                   | Australia               | 92–66                   | 96–75                                     | 98–62                                     | Nueva Zelanda           | Solo compitieron dos equipos |
| 1987 Detalles | Nueva Zelanda (Timaru & Christchurch)            | Australia               | 115–59                  | Un partido eliminatorio por el campeonato | Un partido eliminatorio por el campeonato | Nueva Zelanda           | Polinesia Francesa           |
| 1989 Detalles | Australia (Sídney)                               | Australia               | 91–54                   | 106–55                                    | N/A                                       | Nueva Zelanda           | Solo compitieron dos equipos |
| 1991 Detalles | Nueva Zelanda                                    | Australia               | 96–79                   | 74–57                                     | N/A                                       | Nueva Zelanda           | Solo compitieron dos equipos |
| 1993 Detalles | Nueva Zelanda (Auckland)                         | Australia               | 86–78                   | Un partido eliminatorio por el campeonato | Un partido eliminatorio por el campeonato | Nueva Zelanda           | Samoa Occidental             |
| 1995 Detalles | Australia                                        | Australia               | 102–62                  | Un partido eliminatorio por el campeonato | Un partido eliminatorio por el campeonato | Nueva Zelanda           | Samoa Americana              |
| 1997 Detalles | Nueva Zelanda (Palmerston North y Wellington)    | Australia               | 85–67                   | Un partido eliminatorio por el campeonato | Un partido eliminatorio por el campeonato | Nueva Zelanda           | Nueva Caledonia              |
| 1999 Detalles | Nueva Zelanda (Auckland)                         | Nueva Zelanda           | 125–43                  | Un partido eliminatorio por el campeonato | Un partido eliminatorio por el campeonato | Guam                    | Solo compitieron dos equipos |
| 2001 Detalles | Nueva Zelanda                                    | Nueva Zelanda           | 85–78                   | 79–81 T.E.                                | 89–78                                     | Australia               | Solo compitieron dos equipos |
| 2003 Detalles | Australia                                        | Australia               | 79–66                   | 90–76                                     | 84–75                                     | Nueva Zelanda           | Solo compitieron dos equipos |
| 2005 Detalles | Nueva Zelanda                                    | Australia               | 82–69                   | 82–71                                     | 91–80                                     | Nueva Zelanda           | Solo compitieron dos equipos |
| 2007 Detalles | Australia                                        | Australia               | 79–67                   | 93–67                                     | 58–67                                     | Nueva Zelanda           | Solo compitieron dos equipos |
| 2009 Detalles | Australia Nueva Zelanda                          | Nueva Zelanda           | 77–84                   | 100–78                                    | Eliminatoria a dos partidos               | Australia               | Solo compitieron dos equipos |
| 2011 Detalles | Australia                                        | Australia               | 91–78                   | 81–64                                     | 92–68                                     | Nueva Zelanda           | Solo compitieron dos equipos |
| 2013 Detalles | Nueva Zelanda Australia                          | Australia               | 70–59                   | 76–63                                     | Eliminatoria a dos partidos               | Nueva Zelanda           | Solo compitieron dos equipos |
| 2015 Detalles | Australia (Melbourne) Nueva Zelanda (Wellington) | Australia               | 71–59                   | 89–79                                     | Eliminatoria a dos partidos               | Nueva Zelanda           | Solo compitieron dos equipos |

## Tabla de medallas
| Núm. | País            | Oro | Plata | Bronce | Total |
| ---- | --------------- | --- | ----- | ------ | ----- |
| 1    | Australia       | 19  | 2     | 0      | 21    |
| 2    | Nueva Zelanda   | 3   | 19    | 0      | 22    |
| 3    | Guam            | 0   | 1     | 0      | 1     |
| 4    | Samoa Americana | 0   | 0     | 1      | 1     |
| 4    | Nueva Caledonia | 0   | 0     | 1      | 1     |
| 4    | Samoa           | 0   | 0     | 1      | 1     |
| 4    | Tahití          | 0   | 0     | 1      | 1     |